# Henri Le Sidaner
Henri-Eugène Le Sidaner (født 7. august 1862 i Port-Louis, Mauritius, død 16. juli 1939 i Paris) var en fransk postimpressionistisk maler, som især dyrkede genremaleriet.
Le Sidaner gik på École des beaux-arts, men uddannede sig mest på egen hånd til en særpræget maler, hvis fine clairobscur og stemningsfulde skildringer af Paris, gamle franske, flanderske og italienske byer skaffede ham ry.
Kendte værker: Havet velsigner (1891), Orangeriet, det sollysende interiør Bordet (1902, Musée du Luxembourg), Fontænen, Venedig, Place de la Concorde (1910) etc.